# Cmentarz żydowski w Rzepienniku Strzyżewskim
Cmentarz żydowski w Rzepienniku Strzyżewskim – kirkut społeczności żydowskiej niegdyś zamieszkującej Rzepiennik Strzyżewski. Nie wiadomo dokładnie kiedy powstał, być może było to w XIX wieku. Ma powierzchnię 0,5 ha. Został zniszczony podczas II wojny światowej, a dewastacja trwała również po wojnie. Na zalesionym obecnie terenie zachowało się około 100 nagrobków. Cmentarz został ogrodzony.